# The Loco-motion
The Loco-motion is een poplied, in 1962 geschreven door Gerry Goffin en Carole King. Het nummer is regelmatig gecoverd, en heeft in zowel de jaren 60, 70 als 80 de Amerikaanse top 5 gehaald. De tekst van het nummer beschrijft de dans die op de muziek uitgevoerd dient te worden. Als single werd het lied een hit voor onder anderen Little Eva en Kylie Minogue.

## Little Eva
De originele versie werd in 1962 opgenomen door Eva Boyd, onder de artiestennaam Little Eva. Eva was Kings babysitter en kwam op die manier aan een platencontract. Het nummer was de eerste uitgave op het nieuwe label Dimension Records, waar nadien de meeste nummers van Goffin & King op werden uitgebracht. Het nummer haalde de nummer 1-positie in de Verenigde Staten en de nummer 2-positie in het Verenigd Koninkrijk.

## Grand Funk
In 1974 bracht de Amerikaanse rockband Grand Funk het nummer uit. Deze versie, steviger dan het origineel, is geproduceerd door Todd Rundgren. De band haalde hiermee de eerste plaats in de Amerikaanse hitlijsten.

## Kylie Minogue
Het nummer was in 1987 de debuutsingle van de Australische soapactrice Kylie Minogue. Het nummer werd in eerste instantie enkel in Australië uitgebracht op Mushroom Records nadat Minogue dit nummer zong tijdens een benefietavond waar de cast van Neighbours aan deelnam. Het nummer bereikte de eerste plaats in de Australische lijst en bleef daar zeven weken staan.
Vanwege dit succes kwam Minogue in contact met producertrio Stock, Aitken & Waterman die een nieuwe versie opnamen en in 1988 uitbrachten op Watermans label PWL. In het Verenigd Koninkrijk kwam Minogue binnen op de 2e positie in de UK Singles Chart, een record voor een vrouwelijke artiest. In de Verenigde Staten ging de single een half miljoen keer over de toonbank en haalde de nummer 3-positie in de Billboard Hot 100. De single bereikte de eerste plaats in Canada, Finland, Ierland, Hong Kong, Japan en Zuid-Afrika.
In Nederland was de plaat op donderdag 11 augustus 1988 TROS Paradeplaat op Radio 3 en werd mede hierdoor een gigantische hit. De plaat bereikte de 9e positie in de Nationale Hitparade Top 100 met dj's Peter Teekamp en Martijn Krabbé en de 6e positie in de Nederlandse Top 40.
In België bereikte de plaat de 4e positie in zowel de Vlaamse Ultratop 50 als de Vlaamse Radio 2 Top 30.

## Hitnoteringen

### Nederlandse Top 40
| Hitnotering: 03-09-1988 t/m 22-10-1988 | Hitnotering: 03-09-1988 t/m 22-10-1988 | Hitnotering: 03-09-1988 t/m 22-10-1988 | Hitnotering: 03-09-1988 t/m 22-10-1988 | Hitnotering: 03-09-1988 t/m 22-10-1988 | Hitnotering: 03-09-1988 t/m 22-10-1988 | Hitnotering: 03-09-1988 t/m 22-10-1988 | Hitnotering: 03-09-1988 t/m 22-10-1988 | Hitnotering: 03-09-1988 t/m 22-10-1988 | Hitnotering: 03-09-1988 t/m 22-10-1988 |
| Week:                                  | 1                                      | 2                                      | 3                                      | 4                                      | 5                                      | 6                                      | 7                                      | 8                                      |                                        |
| -------------------------------------- | -------------------------------------- | -------------------------------------- | -------------------------------------- | -------------------------------------- | -------------------------------------- | -------------------------------------- | -------------------------------------- | -------------------------------------- | -------------------------------------- |
| Positie:                               | 23                                     | 12                                     | 7                                      | 6                                      | 6                                      | 11                                     | 18                                     | 35                                     | uit                                    |

### Nationale Hitparade Top 100
| Hitnotering: 20-08-1988 t/m 12-11-1988 | Hitnotering: 20-08-1988 t/m 12-11-1988 | Hitnotering: 20-08-1988 t/m 12-11-1988 | Hitnotering: 20-08-1988 t/m 12-11-1988 | Hitnotering: 20-08-1988 t/m 12-11-1988 | Hitnotering: 20-08-1988 t/m 12-11-1988 | Hitnotering: 20-08-1988 t/m 12-11-1988 | Hitnotering: 20-08-1988 t/m 12-11-1988 | Hitnotering: 20-08-1988 t/m 12-11-1988 | Hitnotering: 20-08-1988 t/m 12-11-1988 | Hitnotering: 20-08-1988 t/m 12-11-1988 | Hitnotering: 20-08-1988 t/m 12-11-1988 | Hitnotering: 20-08-1988 t/m 12-11-1988 | Hitnotering: 20-08-1988 t/m 12-11-1988 | Hitnotering: 20-08-1988 t/m 12-11-1988 |
| Week:                                  | 1                                      | 2                                      | 3                                      | 4                                      | 5                                      | 6                                      | 7                                      | 8                                      | 9                                      | 10                                     | 11                                     | 12                                     | 13                                     |                                        |
| -------------------------------------- | -------------------------------------- | -------------------------------------- | -------------------------------------- | -------------------------------------- | -------------------------------------- | -------------------------------------- | -------------------------------------- | -------------------------------------- | -------------------------------------- | -------------------------------------- | -------------------------------------- | -------------------------------------- | -------------------------------------- | -------------------------------------- |
| Positie:                               | 66                                     | 51                                     | 18                                     | 12                                     | 10                                     | 9                                      | 9                                      | 15                                     | 19                                     | 28                                     | 50                                     | 75                                     | 100                                    | uit                                    |

### Vlaamse Radio 2 Top 30
| Hitnotering: 20-08-1988 t/m 22-10-1988 | Hitnotering: 20-08-1988 t/m 22-10-1988 | Hitnotering: 20-08-1988 t/m 22-10-1988 | Hitnotering: 20-08-1988 t/m 22-10-1988 | Hitnotering: 20-08-1988 t/m 22-10-1988 | Hitnotering: 20-08-1988 t/m 22-10-1988 | Hitnotering: 20-08-1988 t/m 22-10-1988 | Hitnotering: 20-08-1988 t/m 22-10-1988 | Hitnotering: 20-08-1988 t/m 22-10-1988 | Hitnotering: 20-08-1988 t/m 22-10-1988 | Hitnotering: 20-08-1988 t/m 22-10-1988 | Hitnotering: 20-08-1988 t/m 22-10-1988 |
| Week:                                  | 1                                      | 2                                      | 3                                      | 4                                      | 5                                      | 6                                      | 7                                      | 8                                      | 9                                      | 10                                     |                                        |
| -------------------------------------- | -------------------------------------- | -------------------------------------- | -------------------------------------- | -------------------------------------- | -------------------------------------- | -------------------------------------- | -------------------------------------- | -------------------------------------- | -------------------------------------- | -------------------------------------- | -------------------------------------- |
| Positie:                               | 17                                     | 11                                     | 10                                     | 7                                      | 5                                      | 5                                      | 4                                      | 7                                      | 7                                      | 12                                     | uit                                    |

## Overige versies
Het nummer is verder opgenomen door onder andere: Sylvie Vartan, The Chiffons, Emerson, Lake & Palmer en Atomic Kitten.